# واين بينت
واين كورتيس بنيت (18 مايو 1941 -) هو مؤسس كنيسة الرب برنا، والتي تسمى أحيانًا المدينة القوية، يُعرف باسم مايكل ترافيسير داخل الكنيسة. والكنيسة هي مجتمع ديني يقع بالقرب من كلايتون، مقاطعة يونيون، نيو مكسيكو. نشأت هذه الحركة مع مجموعة من حوالي ثمانين من أتباعها الذين هاجروا إلى المنطقة من ساندبوينت، أيداهو في عام 2000. في عام 2008، كان المجتمع يتألف من حوالي خمسين شخصًا.
كان ذات يوم قسًا من أتباع الكنيسة السبتية، ترك طائفته مع آخرين من ذوي الفكر المماثل في عام 1987 ومنذ ذلك الحين يشير إلى تلك الكنيسة باعتبارها واحدة من "بنات الزانية الكبيرة" المدانة في سفر الرؤيا. يزعم بنيت أنه خلال تجربة في غرفة معيشته في يونيو عام 2000، قال له الله: "أنت المسيح". ومنذ ذلك الحين، صرّح بنيت: "أنا تجسيد لله. أنا الألوهية والإنسانية مجتمعين".
أُغلق موقع المجموعة عدة مرات ثم أعيد فتحه. ويحتوي على كتابات ومقاطع فيديو تُحدث بشكل متكرر، بما في ذلك فيلم وثائقي مدته ما يقرب من ساعتين بعنوان "تجربة العمل النهائي". 

## القضايا القانونية

### التحقيقات
زعم أحد أعضاء الكنيسة السابقين أن بينت أخبر جماعته أن "الله أخبره أنه من المفترض أن ينام مع سبع عذارى"، بما في ذلك بنات العضو نفسه، اللواتي لم تتجاوز أعمارهن 14 و15 عامًا آنذاك، على الرغم من أن مزيدًا من التحقيقات وجد أن هذا الادعاء غير صحيح. الطفلان القاصران، الشاهدان الوحيدان للدولة على الوقائع في المحاكمة، شهدا في المحاكمة الأولية، وفي إجراءات المحكمة اللاحقة وبإفادة خطية، بأن بينت لم يلمسهما جنسياً بأي شكل من الأشكال، وأكدا أن التهم الموجهة إليه لا أساس لها من الصحة. وواصل الأب جون ساير السماح لابنته الصغرى بالإقامة في سترونج سيتي، في حين اختارت ابنته الكبرى عدم العودة. وعلى الرغم من أنه غادر المُجمع مع زوجته وبناته بعد أن كان عضوًا في الكنيسة لمدة ستة عشر عامًا، إلا أن ساير عاد مع ابنته البالغة من العمر 14 عامًا إلى المُجمع للمرة الثانية. وقالت المتحدثة باسم إدارة الأطفال والشباب والأسر في ولاية نيو مكسيكو إن ثلاثة مراهقين قاصرين نُقلوا من المُجمع في الأيام التي أعقبت التحقيق الذي جرى في 22 أبريل/نيسان 2008. وأصدر قاضي الولاية الذي ينظر القضية أمرًا بحظر النشر ، ولم يقدم مسؤولو الولاية أي تفاصيل أخرى عن التحقيق.
بعد أسبوعين من إبعاد الأطفال وفرض حظر النشر، ألقت شرطة ولاية نيو مكسيكو القبض على بينت. وكانت التهم تشمل ثلاث تهم تتعلق بالاتصال الجنسي الإجرامي مع قاصر وثلاث تهم تتعلق بالمساهمة في انحراف قاصر.
وتشير الاتهامات الأولية إلى أن بينت قام بلمس ثلاث فتيات قاصرات بشكل غير لائق في عامي 2006 و2007. وفقًا لقسم السلامة العامة بالولاية، فإن إحدى الفتيات لم تعد تعيش في المجتمع.
كما اعترف بنيت صراحةً بممارسة الجنس عدة مرات مع زوجة ابنه. وقد ذكر كل من هو وابنه أن "الله أجبر مايكل" على ارتكاب هذا الفعل. يؤكد بنيت أنه على الرغم من أنه كان مستلقيًا "عاريًا مع العذارى" وطلبت منه العذارى ممارسة الجنس، إلا أنه رفض.

### الإدانة
في 15 ديسمبر 2008، أدان المحلفون واين بنيت بتهمة واحدة تتعلق بالاتصال الجنسي الإجرامي مع قاصر وتهمتين تتعلقان بالمساهمة في انحراف قاصر. سُمح لبينت بالعودة إلى سترونج سيتي، مجمع الطائفة بالقرب من كلايتون، في انتظار النطق بالحكم.  وفي 30 ديسمبر/كانون الأول، أصدر القاضي جيرالد باكا أقصى عقوبة وهي السجن 18 عاما.
وذكرت إحدى محطات الأخبار في ألبوكيركي أن بينت بدأ إضرابًا عن الطعام في السجن منذ 11 سبتمبر/أيلول 2009، وأمر القاضي باستخدام التغذية القسرية إذا أصبح ذلك ضروريًا. وبحسب موقع الكنيسة، دخل بنيت في صيام ديني يتخذ شكل صيام اليوبيل. ويقال أيضًا أن صيامه هو احتجاج على سجنه "بسبب كذبة".